# Pseudoambassis macleayi
Pseudoambassis macleayi é uma espécie de peixe de água doce da família Ambassidae. Nativa do norte da Austrália e da região da savana e pastagens de Trans-Fly em Nova Guiné, essa espécie possui um corpo achatado verticalmente e estreito, com um comprimento padrão geralmente entre 35 e 45 mm, embora grandes exemplares possam atingir 77 mm. Alimenta-se principalmente de  crustáceos da superordem Cladocera e outros pequenos invertebrados. Considerada uma espécie pouco preocupante pela União Internacional para a Conservação da Natureza (IUCN), pode sofrer com a degradação de seu habitat devido a porcos selvagens e plantas aquáticas invasoras, como o jacinto-de-água. É adequada para aquários com outras espécies não agressivas.

## Taxonomia
O naturalista francês Francis de Laporte de Castelnau descreveu a espécie como Pseudoambassis macleayi em 1878, a partir de espécimes coletados no rio Norman [en] próximo ao Golfo de Carpentária, no norte da Austrália. A espécie foi nomeada em homenagem a William John Macleay por suas contribuições significativas à taxonomia de peixes. Castelnau a colocou em um novo gênero, separado de Ambassis, devido à ausência de uma espinha reclinada (espinha posicionada contra a superfície dorsal) à frente da nadadeira dorsal. Allan Riverstone McCulloch [en] a classificou no gênero Ambassis em 1929. Gilbert Percy Whitley [en] a designou como espécie-tipo do gênero Austrochanda, chamando-a de Austrochanda macleayi, em 1935. A espécie foi posteriormente retornada ao gênero Ambassis em 1989 por J. R. Paxton, D. F. Hoese, G. R. Allen e J. E. Hanley no Catálogo Zoológico da Austrália. Nomes comuns em inglês incluem Macleay's glassfish, Macleay's glass perchlet, Macleay's perchlet e reticulated glassfish. Essas mudanças foram revertidas com a revalidação do gênero Pseudoambassis [en] em 2023.

## Descrição

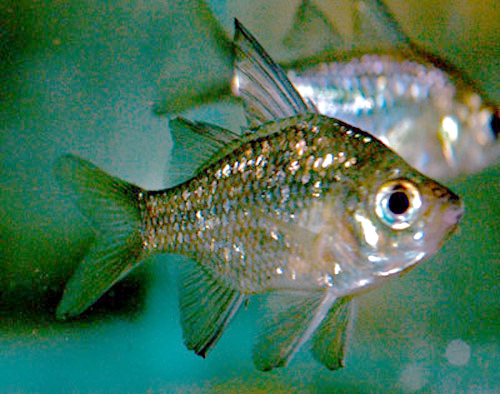

Pseudoambassis macleayi é um membro da família Ambassidae de tamanho moderado que pode atingir um comprimento padrão de 77 mm, mas geralmente está entre 35 e 45 mm. Os machos tendem a ser maiores que as fêmeas. O corpo é profundo, com quase metade do comprimento padrão, apresentando uma cabeça grande e uma maxila (mandíbula superior) que se estende além da borda frontal do olho grande. A primeira nadadeira dorsal é alta, com até 40% do comprimento padrão, sendo a segunda espinha mais longa que a primeira; na nadadeira anal, a terceira espinha é mais longa que a segunda. A coloração varia de um verde-oliva parcialmente transparente a um marrom-esverdeado escuro ou amarelo-dourado, com as superfícies inferiores geralmente mais claras. As escamas têm bordas mais escuras, criando um padrão reticulado, especialmente na metade superior. As nadadeiras caudal, anal e dorsal são escuras com espinhas esbranquiçadas a translúcidas e raios brancos a amarelos; as nadadeiras caudal e anal podem ter uma margem fina avermelhada ou escura; as nadadeiras pélvicas são brancas, e as nadadeiras peitorais são transparentes, frequentemente com uma marca escura na base. P. macleayi pode ser diferenciado de outros peixes do gênero Ambassis pelo corpo relativamente profundo, alta contagem de rastros branquiais, linha lateral interrompida e a mancha escura na base das nadadeiras peitorais.

## Distribuição e habitat
Pseudoambassis macleayi ocorre desde o rio Carson [en] na região de Kimberley, na Austrália Ocidental, até o rio Jardine [en] na península do Cabo York, embora sua distribuição no nordeste de Queensland seja irregular. Na Nova Guiné, o peixe é encontrado na região da savana de Trans-Fly, uma área de terras baixas com savanas e pastagens no sul da ilha.
O habitat preferido inclui riachos e pântanos, tendendo a lagoas lamacentas no final da estação seca e se expandindo para lagoas de terras baixas e canais principais de rios e riachos nas encostas ao redor do Golfo de Carpentária no final da estação chuvosa. É tipicamente encontrado em habitats densamente vegetados com plantas aquáticas, detritos lenhosos e folhagem, raramente a uma profundidade superior a 1 m. Comparado a outras espécies do gênero, habita águas menos vegetadas e prefere vegetação submersa em vez de emergente. Pode ser encontrado em todos os tipos de substrato, mais comumente areia e lama, seguidos por argila, cascalho, folhas, rochas e pedregulhos.
Apesar da alta conectividade durante a estação chuvosa, há pouca dispersão de P. macleayi entre bacias hidrográficas adjacentes. Estudos mostram alta diversidade genética entre bacias, indicando que a espécie não recoloniza rapidamente áreas após distúrbios, sugerindo que a conservação deve ser feita por bacia, em vez de considerar toda a sua distribuição.

## Reprodução e ciclo de vida
P. macleayi é um peixe moderadamente fecundo, com fêmeas grandes produzindo até cerca de 2.300 ovos pequenos (0,3 mm) que se expandem ao entrar em contato com a água. É um desovador obrigatório em plantas, com os ovos aderindo à vegetação aquática enquanto descem na coluna d'água. A desova ocorre em lotes de algumas centenas de ovos ao longo de uma semana. Os ovos eclodem em 21 a 23 horas a temperaturas de 25–28 °C. As larvas recém-eclodidas são pouco desenvolvidas, mas maturam rapidamente, medindo cerca de 1,5–1,6 mm ao nascer e 2,25–2,5 mm ao iniciar a alimentação após três dias, tendo absorvido o saco vitelino em apenas dois dias. Os alevinos atingem cerca de 10 mm ao completar a metamorfose em 18 dias. Relatos variam sobre a idade de maturação, com estimativas de 3 a 12 meses. A desova ocorre durante todo o ano, com um leve aumento no início da estação chuvosa.

## Ecologia
P. macleayi é classificado como consumidor de microcrustáceos. Sua dieta consiste em cerca de 70% de pequenos crustáceos da superordem Cladocera, e cerca de 20% de insetos aquáticos, especialmente larvas de quironomídeos. No rio Normanby [en], a proporção é diferente, com crustáceos da superordem Cladocera representando apenas 10% da dieta, contra cerca de 70% de quironomídeos. A espécie demonstra uma estratégia de forrageamento flexível, com conteúdos estomacais incluindo invertebrados aéreos e terrestres, pequenos peixes, outros microinvertebrados, matéria vegetal terrestre, algas e até 15% de material não identificável. Estudos mostram que, como outras espécies de tamanho semelhante, P. macleayi patrulha apenas áreas de águas abertas com baixa presença de predadores, como perca-gigante e Neoarius midgleyi [en]. Caso contrário, permanece em áreas com alta cobertura vegetal e é frequentemente encontrado em águas turvas.

## Relação com humanos
A espécie pode ser mantida em aquários com temperaturas de 22–34 °C, pH de 6,0 a 9,7 e dureza em torno de 100 ppm. Em Queensland, há um limite de posse de 20 indivíduos por espécie. P. macleayi é não agressivo e adequado para aquários comunitários maiores, coexistindo bem com outros peixes que não sejam pequenos o suficiente para serem considerados presas. Como um peixe que vive em cardumes, é recomendado mantê-lo em grupos de seis ou mais. A Associação de Peixes da Austrália e Nova Guiné recomenda alimentação ocasional com presas vivas, como artêmia ou dáfnia.
O governo de Queensland recomenda P. macleayi para controle de mosquitos em represas na divisão de drenagem do Golfo de Carpentária. Em 1991, um estudo indicou que P. macleayi era uma das três espécies de peixes de água doce mais adequadas para testes de toxicidade por urânio em ambientes de água doce no norte da Austrália.

## Estado de conservação
Este peixe é classificado como espécie pouco preocupante pela União Internacional para a Conservação da Natureza (IUCN) em sua Lista Vermelha. Sua ampla tolerância a condições de água adversas e distribuição extensa, embora irregular em algumas partes, tornam suas populações resilientes. No entanto, há potencial para danos devido à redução extrema da qualidade da água por ameaças como forrageamento de porcos selvagens (aumentando a turbidez dos cursos d'água, reduzindo a luz disponível para o crescimento de plantas aquáticas) e infestações por plantas exóticas, como o jacinto-de-água.